# Liste der Venuskrater/T
| Name       | Position          | ⌀       | Benannt nach |
| ---------- | ----------------- | ------- | --- |
| Taglioni   | 41,7° N, 122,6° O | 31 km   | Marie Taglioni (1804–1884), italienische Tänzerin                                                                 |
| Tahia      | 44,3° N, 73,7° O  | 6,1 km  | polynesischer Vorname                                                                                             |
| Taira      | 1,6° S, 63,2° W   | 19,6 km | ossetischer Vorname                                                                                               |
| Tako       | 25,1° N, 74,7° W  | 10,7 km | Vorname der Fulbe                                                                                                 |
| Talvikki   | 41,9° N, 22° O    | 12,6 km | finnischer Vorname                                                                                                |
| Tamara     | 61,6° N, 42,8° W  | 11 km   | georgischer Vorname                                                                                               |
| Tanya      | 19,3° S, 77,3° W  | 14 km   | russischer Vorname                                                                                                |
| Tatyana    | 85,4° N, 147,6° W | 19 km   | russischer Vorname                                                                                                |
| Taussig    | 9,2° S, 131° W    | 25,8 km | Helen Brooke Taussig (1898–1986), US-amerikanische Kinderärztin und Kardiologin                                   |
| Tehina     | 30,4° S, 76,4° O  | 5,4 km  | polynesischer Vorname                                                                                             |
| Tekarohi   | 21,2° N, 76,4° O  | 9,3 km  | polynesischer Vorname                                                                                             |
| Temou      | 10° S, 83,4° O    | 9,3 km  | polynesischer Vorname                                                                                             |
| Teresa     | 42,5° S, 10° O    | 14,8 km | griechischer Vorname                                                                                              |
| Terhi      | 45,7° N, 106,9° W | 10,7 km | finnischer Vorname                                                                                                |
| Teroro     | 75,8° S, 88,1° O  | 9,2 km  | polynesischer Vorname                                                                                             |
| Teumere    | 38,3° S, 88,1° O  | 5,4 km  | polynesischer Vorname                                                                                             |
| Teura      | 12,3° S, 90,2° O  | 9,3 km  | polynesischer Vorname                                                                                             |
| Thomas     | 13° S, 87,5° W    | 25,2 km | Martha Carey Thomas (1857–1935), US-amerikanische Collegepräsidentin und Frauenrechtlerin                         |
| Tiffany    | 8,7° S, 22,9° O   | 7 km    | griechischer Vorname                                                                                              |
| Tinyl      | 9,7° N, 132,1° O  | 12,8 km | tschuktschischer Vorname                                                                                          |
| Toklas     | 0,7° N, 86,9° W   | 17,5 km | Alice B. Toklas (1877–1967), US-amerikanische Schriftstellerin, Sekretärin und Lebensgefährtin von Gertrude Stein |
| Tolgonay   | 68,8° N, 88,9° W  | 4,6 km  | kirgisischer Vorname                                                                                              |
| Trollope   | 54,8° S, 113,6° W | 27,2 km | Frances Trollope (1779–1863), britische Romanautorin und Reiseschriftstellerin                                    |
| Truth      | 28,7° N, 72,2° W  | 47,3 km | Sojourner Truth (1798–1883), US-amerikanische Abolitionistin, Frauenrechtlerin und Wanderpredigerin               |
| Tseraskaya | 28,6° N, 79,2° O  | 30,3 km | Lidija Zeraskaja (1855–1931), russische Astronomin                                                                |
| Tsetsa     | 31,3° N, 42,3° W  | 9,9 km  | mordwinischer Vorname                                                                                             |
| Tsiala     | 2,9° N, 100° O    | 16,5 km | georgischer Vorname                                                                                               |
| Tsvetayeva | 64,6° N, 147,4° O | 42,9 km | Marina Iwanowna Zwetajewa (1892–1941), russische Dichterin                                                        |
| Tsyrma     | 14,1° S, 41,5° W  | 7,8 km  | burjatischer Vorname                                                                                              |
| Tubman     | 23,6° N, 155,4° W | 42,9 km | Harriet Tubman (ca. 1820–1913), US-amerikanische Abolitionistin                                                   |
| Tünde      | 76,8° N, 167° W   | 16,3 km | ungarischer Vorname                                                                                               |
| Tursunoy   | 80,9° N, 130,7° W | 4,7 km  | usbekischer Vorname                                                                                               |
| Tussaud    | 21,7° N, 139° W   | 16 km   | Marie Tussaud (1761–1850), Wachsbildnerin                                                                         |
| Tuyara     | 62,9° S, 15,5° O  | 13,2 km | jakutischer Vorname                                                                                               |